# Spéléologie au Maroc

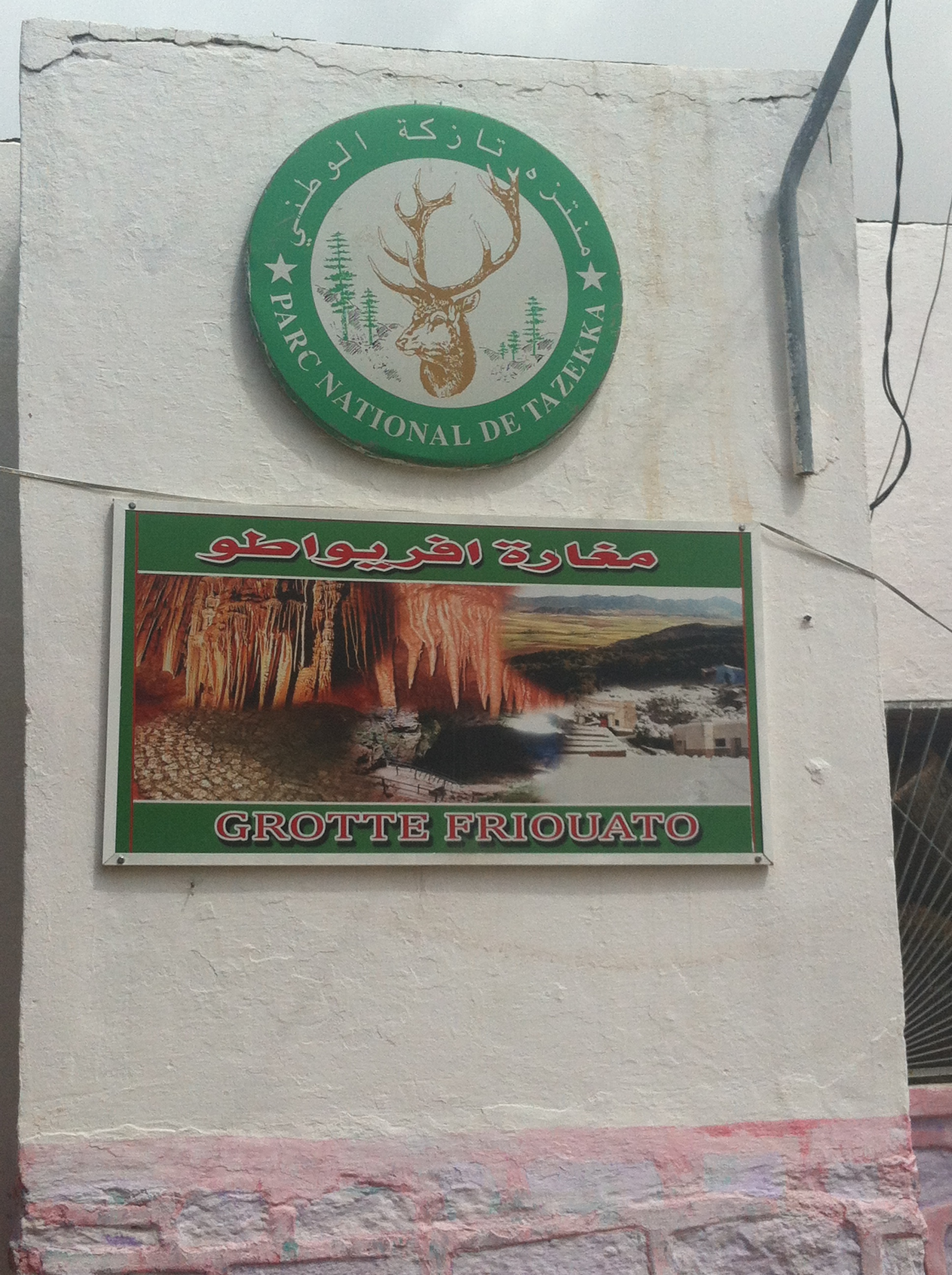

Au Maroc, les formations et massifs calcaires affleurent sur environ 100 000 km2 et renferment un grand nombre de grottes, gouffres et réseaux souterrains. La cavité la plus connue est Friouato à environ 27 km au sud de Taza, mais la plus longue est Win-Timdouine qui signifie la grotte des lacs en Berbère située à 70 km au Nord-Est d’Agadir sous le plateau de Tasroukht.

## Historique
Dès les années 1930, plusieurs explorateurs sont venus au Maroc afin d’explorer le karst du pays. Parmi ces explorateurs on trouve un des pionniers de la discipline, Norbert Casteret, qui a exploré la région de sud de Taza.
En 1981, l’Inventaire spéléologique du Maroc, édité par le Service Hydraulique du ministère de l’Équipement, faisait état de 543 cavités répertoriées. Depuis, ce nombre n’a cessé d’augmenter. À elle seule, la région de Taza compte plus de 300 cavités.
Le karst marocain contient non seulement un nombre important de cavités, mais également des richesses préhistoriques et une biospéologie notable.

## Les cavités les plus célèbres
- Le gouffre du Friouato (près de Taza), célèbre pour sa partie aménagée dès le début du siècle dernier ; avec ses 702 marches et ses concrétions fabuleuses.
- Le Toghobeit (au sud de Chefchaouen), morceau de gloire de la spéléologie marocaine avec ses 727 mètres de profondeur ;
- La rivière souterraine du Win Timdouine (au nord-ouest d’Agadir) qui développe quelque 17,500 km de réseau dont une bonne partie aquatique et dont l’exploration n’a pas encore livré tous ses secrets ;
- La grotte Goran ou Ghar Gorani (au cap Beddouza, entre Oualidia et Safi) fréquentée déjà du temps des Phéniciens et renfermant des gravures rupestres analogues à celles de l’Oukaïmeden (3500 BP). C'est une des plus grandes cavités creusée dans le grès.
- La rivière souterraine de Chaara au sud de Taza, à quelques dizaines de kilomètres de douar Ain Halouf.
- La grotte Aziza ou Kehf Aziza située à Boudnib dans la région de Drâa-Tafilalet, connu par sa Eukoeneia maroccana, espèce endémique du Maroc.